# Намыслувское княжество
Намыслувское княжество или герцогство Намслау (пол. Księstwo namysłowskie, чеш. Namysłówské knížectví, нем. Herzogtum Namslau) — одно из Силезских княжеств со столицей в городе Намыслуве (Намслау).

## История
Самостоятельное Намыслувское княжество возникло в 1312 году, когда сыновья глогувского князя Генриха III разделили отцовское наследство. Восточную часть владений Генриха III (города Олесница и Ключборк, Калишская и Гнезненская земли) получили во владение князья Конрад и Болеслав. Старший из братьев Генрих IV Верный вместе с братьями Яном и Пшемыслом стали править в Сцинаве, Жагани и Познани. Уже в следующем, 1313 году, восточная часть княжества была разделена на две части: Конрад получил Калиш и Намыслув, а Болеслав — Олесницу и Гнезно. 
Такое разделение владений сохранялось до смерти Болеслава Олесницкого, который умер без наследника между маем 1320 и апрелем 1321 года.  Конрад присоединил Олесницкое княжество к своим владениям, что вызвало сопротивление сыновей князя Генриха V Брюхатого, которому до 1294 году принадлежали Олесница и Намыслув. Против глогувских князей была сформирована коалиция силезских князей (Бернард Свидницкий, Генрих Вроцлавский и Болеслав Легницкий), во главе которой стоял польский король Владислав Локетек. В 1321—1323 годах Владислав Локетек и Болеслав III Легницкий неоднократно разоряли Олесницкое княжество. 10 августа 1323 года в Кракове был заключен мир между Конрадом Олесницким, Владиславом Локетком и Болеславом Легницким. Конрад получил города Волув, Любёнж и Смогожув, но взамен вынужден был передать Болеславу Легницкому Намыслув, Бычину и Ключборк.
Болеслав III владел Намыслувcким княжеством до 1338 года, когда передал его старшему сыну Вацлаву I Легницкому. Четыре года спустя Болеслав III, получивший за склонность к роскошной жизни и многочисленные долги прозвище «Расточитель», передал Легницкое княжество своим сыновьям Вацлаву I и Людвику I, отобрав у первого Намыслув. В том же году он продал права на княжество королю Польши Казимиру III Великому.
В 1348 году трехлетняя польско-чешская война закончилась подписанием 22 ноября Намыслувского мирного договора, по которому король Чехии Карл Люксембургский отказывался от претензий на польский трон, а Казимир III признавал суверенитет Чехии над Силезией. В том же году он передал Карлу Люксембургскому Намыслувское княжество, а в 1358 году сыновья Болеслав III Расточителя за 5 тысяч чешских грошей отказались от своих прав на Намыслув в пользу чешской короны. 

## Князья Намыслува
| #                                                | Портрет                                | Имя (годы жизни)                                             | Родители                                               | Годы правления       | Примечания |
| ------------------------------------------------ | -------------------------------------- | ------------------------------------------------------------ | ------------------------------------------------------ | -------------------- | --- |
| 1                                                |                                        | Конрад I Олесницкий (1292/1298 — 22/27 сентября 1366)        | Генрих III Глоговский Матильда Брауншвейг-Люнебургская | 1312-1323            | князь Сцинавский (с 1309 по 1312 годы), князь Олесницкий (с 1312 по 1313 и с 1321 по 1366 год), князь Жаганьский (с 1309 по 1312 год), князь Великопольский (с 1309 по 1312 год), князь Калишский (с 1312 по 1314 год), князь Гнезненский (с 1312 по 1313 год), князь Козленский (с 1355 по 1366 год), князь Бытомский (с 1357 по 1366 год) |
| 2                                                |                                        | Болеслав Олесницкий (1293/1296 — 1320/1321)                  | Генрих III Глоговский Матильда Брауншвейг-Люнебургская | 1312-1313            | князь Сцинавский (с 1309 по 1312 год), князь Олесницкий (с 1312 по 1366 год), князь Великопольский (с 1309 по 1312 год), князь Жаганьский (с 1309 по 1312 год), князь Калишский (с 1312 по 1313 год), князь Гнезненский (с 1312 по 1314 год)                                                                                                |
| 3                                                |                                        | Болеслав III Расточитель (23 сентября 1291 — 21 апреля 1352) | Генрих V Брюхатый Елизавета Калишская                  | 1323-1338, 1342-1342 | князь Вроцлавский (с 1296 по 1311 год), князь Легницкий (с 1296 по 1311 и с 1312 по 1342 год), князь Глогувский (с 1306 по 1307 год), князь Опавский (с 1308 по 1311 год), князь Бжегский (с 1311 по 1352 год) |
| 4                                                |                                        | Вацлав I Легницкий (1310/1318 — 2 июня 1364)                 | Болеслав III Расточитель Маркета Пржемысловна          | 1338-1342            | князь Легницкий (с 1342 по 1345 и с 1346 по 1364 год), князь Бжегский (1358 год) |
| В составе земель Польского королевства           | В составе земель Польского королевства | В составе земель Польского королевства                       | В составе земель Польского королевства                 | 1342-1348            | |
| В 1348 году вошло в состав земель Чешской короны |                                        |                                                              |                                                        |                      | |